# Circourt-sur-Mouzon
Circourt-sur-Mouzon är en kommun i departementet Vosges i regionen Grand Est (tidigare regionen Lorraine) i nordöstra Frankrike. Kommunen ligger i kantonen Neufchâteau som tillhör arrondissementet Neufchâteau. År 2022 hade Circourt-sur-Mouzon 184 invånare.

## Befolkningsutveckling
Antalet invånare i kommunen Circourt-sur-Mouzon
| Referens: INSEE |